# Fairytale
Fairytale (на български: Приказка) – песента-победител на конкурса Евровизия 2009 в Москва, а също и първият сингъл от дебютния албум на младия норвежки изпълнител Александър Рибак. Като мотив в песента са включени мелодии от ирландски рил.

## Евровизия 2009
Песента получава 387 точки на конкурса в Москва и заема първо място. Тя отбелязва рекорд в Европа по максимално получени максимални точки, както и по броя на самите точки. 16 от страните ѝ дават най-високата си оценка от 12 точки.

## Творческа история
Рибак споделя, че песента е вдъхновена от първата му любов. Обяснява успеха ѝ „с беларуската меланхолия и факта, че в Норвегия живеят най-щастливите хора на света“.
Песента дебютира в гръцкия чарт с първо място седмица преди конкурса. В Норвегия песента е пусната на 11 февруари 2009 година под номер 3, след което се качва на първо на другата седмица едва след изпълнението на Рибак на Melodi Grand Prix 2009. Песента заема първо място осем седмици подред. В Швеция дебютира на 47 място, но за три седмици се качва на седмо. След победата си на Евровизия песента попада в десетката на най-теглените в Европа. В iTunes „Fairytale“ e трета по теглене.
В Осло след победата на Рибак песента звучи в 12 часа на градския площад.
| Чарт                          | Най-висока позиция |
| ----------------------------- | ------------------ |
| Greek Billboard Singles Chart | 1                  |
| Norwegian Singles Chart       | 1                  |
| Russian Airplay Chart         | 1                  |
| Swedish Singles Chart         | 4                  |